# Gaius Fonteius Capito (Konsul 12)
Gaius Fonteius Capito war ein römischer Politiker und Senator des frühen 1. Jahrhunderts n. Chr.
Capito war ein Sohn des Gaius Fonteius Capito, der im Jahr 33 v. Chr. Suffektkonsul gewesen war. Im Jahr 12 wurde Capito ordentlicher Konsul. Obwohl Capito nach Cassius Dio in seiner Amtsführung nur Mittelmäßigkeit an den Tag gelegt hatte, wurde er rund ein Jahrzehnt später Statthalter der Provinz Asia. Im Jahr 25 wurde Capito freigesprochen, nachdem bewiesen wurde, dass die gegen ihn von Vibius Serenus erhobenen Anschuldigungen erfunden waren.